# ویلیام اشمول
ویلیام اشمول (انگلیسی: William Ashmole؛ 1892 – ۱۹۶۸ (۷۵−۷۶ سال)) بازیکن فوتبال اهل بریتانیا بود.
از باشگاه‌هایی که در آن بازی کرده‌است می‌توان به باشگاه فوتبال واتفورد و باشگاه فوتبال استوک‌پورت کانتی اشاره کرد.